# Kościół św. Marcelego w Paryżu
Kościół Saint Marcel (św. Marcelego) w Paryżu - kościół znajdujący się w 13 okręgu Paryża, na miejscu pochówku św. Marcelego, dziewiątego biskupa Paryża oraz jednego z trzech patronów miasta. Przykład architektury współczesnej. 

## Historia
Na miejscu pochówku św. Marcelego kościół znajdował się od XII w. Drugi obiekt na tym miejscu istniał w latach 1856-1962 i reprezentował neogotyk. Przez wiele lat nieremontowany, na początku lat 60. XX wieku stanowił poważne zagrożenie w związku z czym został rozebrany. Nowy obiekt został oddany do użytku w 1967 r. i poświęcony przez arcybiskupa Paryża. 

## Architektura
Kościół składa się z dwóch części: dolnej - sali konferencyjnej oraz górnej - właściwego miejsca celebry. Każda z nich posiada powierzchnię około 900 metrów kwadratowych. Fasada obiektu została zbudowana z ciemnego szkła i metalu. Główne wejście wiedzie poprzez trójkątną przybudówkę zwieńczoną krzyżem, z witrażami przedstawiającymi św. Marcelego oraz sceny z życia Najświętszej Maryi Panny. Całość wzniesiona jest na nieregularnym planie i nie zachowuje klasycznego kształtu świątyń z podziałem na nawy i prezbiterium. 
W pobliżu zasadniczej bryły kościoła wznosi się dzwonnica w kształcie szklanej piramidy o wysokości 25 metrów. Jej budowa została sfinansowana przez miasto. Na wieży znajdują się trzy dzwony: Honoryna, Genowefa i Rozalia, z których jeden został odlany specjalnie dla kościoła, dwa pochodzą z dawnego teatru Sarah Bernhard. 

## Literatura
- Historia kościoła na jego oficjalnej stronie